# Belgické námořnictvo
Belgické námořnictvo (francouzsky: Composante marine, nizozemsky: Marinecomponent, německy: Marinekomponente) je námořní složkou ozbrojených sil Belgie. Patří mezi malá námořnictva. Jeho jádrem jsou dvě fregaty nizozemské třídy Karel Doorman, 6 minolovek třídy Tripartite, 6 podpůrných a několik menších lodí.

## Složení

### Fregaty

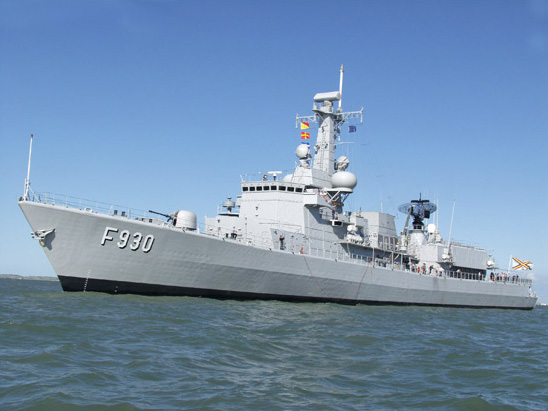
Fregata Leopold I (F930)

- Třída Karel Doorman
  - Leopold I (F930)
  - Louise-Marie (F931)

### Minolovky

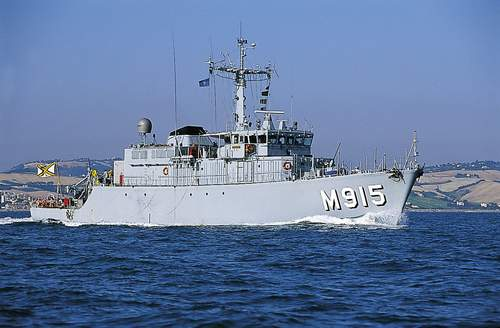
Minolovka M915 Aster

- Třída Tripartite
  - M915 Aster
  - M916 Bellis
  - M917 Crocus
  - M921 Lobelia
  - M923 Narcis
  - M924 Primula

### Podpůrné lodě
- A950 Valcke
- A960 Godetia – velitelská loď
- A962 Belgica – výzkumná loď
- A963 Stern
- A996 Albatros
- A997 Spin

### Hlídkové čluny
- Třída Castor
  - P901 Castor
  - P902 Pollux

## Plánované akvizice
- Ve spolupráci s Belgií probíhá vývoj nových fregat a minolovek třídy RMCM. Belgie plánuje zakoupit dvě fregaty třídy ASWF, které nahradí poslední dvě jednotky třídy Karel Doorman. Objednáno bylo šest minolovek, které nahradí třídu Tripartite.
- Třída Castor – pobřežní hlídková loď Vega.[1]